# Alato
Alato is een historisch Italiaans motorfietsmerk.
De bedrijfsnaam was: Flli Mario & Giulio Gosio, Torino.
De gebroeders Gosio bouwden vanaf 1923 lichte motorfietsen met een 131cc-tweetaktmotor. Hoewel de kwaliteit van de machines goed was kon Alato de concurrentie niet aan en beëindigde in 1925 de productie.